# Курбонбоева, Сарвиноз
Сарвиноз Курбонбоева (род. 6 декабря 1994, Сырдарьинская область) — узбекистанская шахматистка, гроссмейстер (2017) среди женщин.
В пятилетнем возрасте играть в шахматы научил отец.
В составе сборной Узбекистана участница двух Олимпиад (2012—2014).
Нормы женского гроссмейстера: Ташкент (2015), Ташкент (2015), Баку (2016).
Тренер: Международный мастер Владимир Николаевич Егин

## Изменения рейтинга
| Графики недоступны из-за технических проблем. См. информацию на Фабрикаторе и на mediawiki.org. |